# Bronisław Mikulec
Bronisław Mikulec (ur. 1936 w Hucisku Jawornickim, zm. 15 maja 2007 w Lublinie) – polski historyk dziejów gospodarczych, w latach 1975 – 2006 był profesorem Instytutu Historii  Uniwersytetu Marii Curie-Skłodowskiej w Lublinie, a od 2003 r. pełnił funkcję kierownika Zakładu Historii Gospodarczej, oraz kierownika Katedry Ekonomii i Historii Katolickiego Uniwersytetu Lubelskiego. Autor cenionych prac naukowych, między innymi „Przemysł drzewny na Lubelszczyźnie w latach 1864-1914”, czy „Z dziejów przemysłu maszyn i narzędzi rolniczych w Lublinie”. 
W 1960 r., uzyskał magisterium na UMCS, do 1975 pracował jako nauczyciel w szkolnictwie średnim. Od 1991 r., prof. Mikulec był członkiem Lubelskiego Towarzystwa Naukowego. Przez studentów i kolegów nazywany był „Tatusiem".
Był promotorem rozpraw doktorskich:
- Artura Czuchryty, Przemysł rolno-spożywczy w województwie lubelskim w latach 1918-1939, 1999.
- Henryka Krawca, Cukrownia "Lublin" w latach 1894-1989 : studium z dziejów zakładu przemysłowego w regionie rolniczym, 2004.

Został pochowany na cmentarzu komunalnym na Majdanku w Lublinie (kwatera S8K5-1-1).

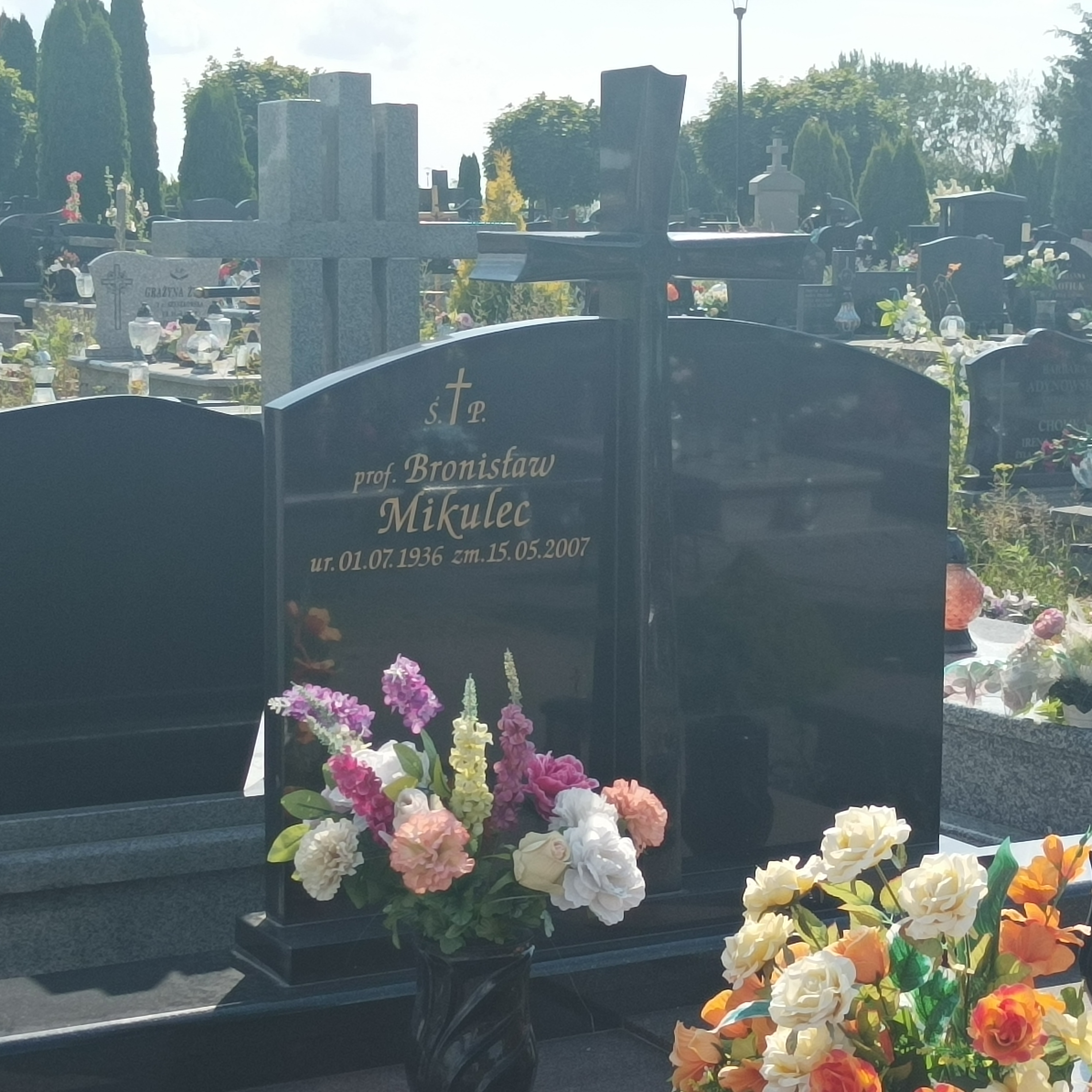
Grób prof. Bronisława Mikulca na cmentarzu komunalnym na Majdanku w Lublinie

## Awans naukowy
- Doktorat (1975)
- Habilitacja – (1990)
- Profesor nadzwyczajny – (1996)

## Wybrane nagrody
- Złoty Krzyż Zasługi (1981)